# Steve Mackay
Steve Mackay (Grand Rapids (Michigan), 25 september 1949 – Daly City, 10 oktober 2015) was een Amerikaans saxofonist.

## Biografie
Mackay werd in 1970 gecontacteerd door Iggy Pop om deel uit te maken van The Stooges. Hij bleef bij de groep tot oktober 1970. In 2003 kwam hij opnieuw bij The Stooges en speelde hier tot zijn dood in 2015. Mackay werkte ook mee aan andere projecten zoals Violent Femmes.
In 2015 werd Mackay ziek, hij overleed later dat jaar in een ziekenhuis in Daly City. Mackay werd 66 jaar.
- International Standard Name Identifier: 0000 0004 0667 2932
- Library of Congress Control Number: n2013053641
- MusicBrainz: 062607e1-1a49-4c25-8da6-21f98f7967a6
- Nationale Bibliotheek van Tsjechië: xx0242041
- Système universitaire de documentation: 188941916
- Virtual International Authority File: 305234654
- WorldCat: E39PBJxxjvQ7Mwrg9X9BQMfwmd